# Кулла-Гулла
Кулла-Гулла (швед. Kulla-Gulla) — серия книг Марты Сандвалль-Бергстрём, рассказывающая о жизни девочки-сироты по прозвищу Кулла-Гулла.

## Сюжет
Действие книг происходит в Швеции в начале 1900-х годов, сюжет повествует о жизни девочки-сироты Гуниллы Фредрикссон по прозвищу Кулла-Гулла, начиная с её приезда на ферму Блюмгорден, когда ей было 7 лет, и заканчивая моментом, когда она выходит замуж в возрасте 20 лет. Также существует книга с картинками под названием «Кулла-Гулла в детском доме».
Кулла-Гулла часто описывается в книгах как очень честная и храбрая девочка. В первой книге серии она живёт на ферме Блюмгорден (Blomgården, со швед. — «Цветочная ферма») с доброй семейной парой Херманссон и их пятью детьми в течение 5 лет, после она отправляется жить и работать на Куллатропет к господину Карлбергу, который живёт со своими детьми: Юханнисом, близнецами Вилле и Верой, Адольфом (он же Лада) и маленькой Соссатиной, крещённой как София Катарина. Между тем Гулла знакомится с хозяином поместья, в чьих владениях находится Куллаторпет. Он поражён её сходством с его умершей дочерью, и считает что она на самом деле его внучка. Эта романтическое совпадение в сочетании с красотой и непорочностью главной героини наложило на книгу штамп эскапизма, однако в более поздних книгах серии автор отражает более реальную картину шведской бедности того времени.

## Экранизации
Книга экранизировалась дважды. В 1956 году вышла на экраны экранизация режиссёра Хокана Бергстрёма с Малу Фреден в главной роли. Вторая экранизация была снята в 1986 году, режиссёром Густавом Виклундом, роль Гуллы исполнила Лиса Яренскуг. Книги также были адаптированы в аудиоспектакли для радио.

## Книги
- Кулла-Гулла из Блюмгорден (Kulla-Gulla på Blomgården, 1972)
- Кулла-Гулла (Kulla-Gulla, 1945)
- Кулла-Гулла держит своё слово (Kulla-Gulla håller sitt löfte, 1946)
- Кулла-Гулла побеждает (Kulla-Gulla vinner en seger, 1965)
- Кулла-Гулла в поместье (Kulla-Gulla på herrgården, 1945)
- Кулла-Гулла разгадывает секрет (Kulla-Gulla löser en gåta, 1966)
- Кулла-Гулла в школе (Kulla-Gulla i skolan, 1948)
- Кулла-Гулла на первом балу (Kulla-Gullas första bal, 1967)
- Кулла-Гулла летом (Kulla-Gullas sommarlov, 1949)
- Кулла-Гулла и Тумас-арендатор(Kulla-Gulla och Tomas Torpare, 1968)
- Кулла-Гулла находит свой путь (Kulla-Gulla finner sin väg, 1968)
- Кулла-Гулла в миртовом венке (Kulla-Gullas Myrtenkrona, 1951)

Также были изданы книги с картинками «Кулла-Гулла в детском доме» и «Кулла-Гулла, маленькая помощница».
Изначально книги о Кулле-Гулле издавались в семи томах в 1945—1951 годы. Впоследствии эти книги были разделены и издавались в одиннадцати томах. В 1972 году был издан дополнительный том «Кулла-Гулла из Блюмгорден», который по внутренней сюжетной хронологии является первой книгой в серии.